# Campionato sudamericano di rugby 1975
Il campionato sudamericano di rugby 1975 (in spagnolo Sudamericano de Rugby 1975; in portoghese Campeonato Sul-Americano de Rugby de 1975) fu il 9º campionato continentale del Sudamerica di rugby a 15.
Si tenne in Paraguay dal 20 al 28 settembre 1975 tra cinque squadre nazionali e fu vinto dall'Argentina, al suo nono successo, assoluto e consecutivo.
Il torneo fu organizzato dall'Unión de Rugby del Paraguay e si tenne interamente presso le strutture del Collegio San José di Asunción, capitale del Paese.
Per l'ennesima volta fu l'Argentina a dominare la competizione: imbattuta fin dall'istituzione del torneo nel 1951, vinse a punteggio pieno il suo nono titolo su nove edizioni di campionato.
Il valore delle marcature, come stabilito dall’IRFB nel 1971, era: 4 punti per ciascuna meta (6 se trasformata), 3 punti per la realizzazione di ciascun calcio piazzato, mark o drop.

## Squadre partecipanti
- Argentina
- Brasile
- Cile
- Paraguay
- Uruguay

## Risultati
| Asunción 20 settembre 1975 | Brasile | 10 – 31 | Cile | Collegio San José |

| Arbitro: | Hamilton |

|                               |      |                |
| Escalante Sanguinetti         | mt   | Etcheverría    |
| Sanguinetti (2)               | tr   | J. Zerbino     |
| Sanguinetti (3)               | c.p. | J. Zerbino (3) |
| Escalante Landajo Sanguinetti | drop |                |

| Asunción 21 settembre 1975 | Paraguay | 6 – 19 | Brasile | Collegio San José |

| Arbitro: | Estebán Burt |

|        |      |                                              |
| Noel   | mt   | Amorín Mendoza Minut M. Smith J. Zerbino (2) |
|        | tr   | Mastroiani M. Smith (2) J. Zerbino           |
| Bishop | c.p. | M. Smith (2)                                 |

| Asunción 23 settembre 1975 | Paraguay | 3 – 44 | Cile | Collegio San José |

| Arbitro: | Bruno Bertelli |

|                        |      |            |
|                        | mt   | Mutio      |
| Cabrera Berceruelo (4) | c.p. | J. Zerbino |
| Cabrera Berceruelo     | drop |            |

| Arbitro: | Hamilton |

|  |      |                                                                                            |
|  | mt   | Álvarez (3) Brouchou (3) Cato Giargia Iachetti Lucke Miguens (2) Mínguez Muníz Sanguinetti |
|  | tr   | de Forteza (11) Sanguinetti                                                                |
|  | c.p. | de Forteza (3)                                                                             |

| Arbitro: | J.C. Jung |

|                                                                                    |      |              |
| Bach (2) Bozzo Brouchou d'Agnilo de Forteza (2) Devoto Mínguez Ventura (2) tecnica | mt   |              |
| Capalbo (2) de Forteza (6)                                                         | tr   |              |
|                                                                                    | c.p. | B. Smith (2) |

| Arbitro: | Bruno Bertelli |

|                                             |      |        |
| Álvarez (2) Lucke Mínguez Muníz Sanguinetti | mt   |        |
| de Forteza (3)                              | tr   |        |
| de Forteza Sanguinetti (2)                  | c.p. | Bengoa |
| de Forteza (2)                              | drop |        |

| Asunción 28 settembre 1975 | Paraguay      | 18 – 38 | Uruguay | Collegio San José\| Arbitro: \| Gonzalo Román \| |
| Arbitro:                   | Gonzalo Román |         |         |                                                  |

## Classifica
| Pos | Squadra   | G | V | N | P | PF  | PS  | DP   | Pt |
| --- | --------- | - | - | - | - | --- | --- | ---- | -- |
| 1   | Argentina | 4 | 4 | 0 | 0 | 232 | 24  | +208 | 8  |
| 2   | Cile      | 4 | 3 | 0 | 1 | 93  | 55  | +38  | 6  |
| 3   | Uruguay   | 4 | 2 | 0 | 2 | 98  | 70  | +28  | 4  |
| 4   | Brasile   | 4 | 1 | 0 | 3 | 32  | 139 | −107 | 2  |
| 5   | Paraguay  | 4 | 0 | 0 | 4 | 27  | 194 | −167 | 0  |